# Julia Zigiotti Olme
Julia Zigiotti Olme ( Upplands Väsby, 1997. december 24. –) svéd női válogatott labdarúgó. A Brighton & Hove Albion játékosa.

## Sikerei

### Klubcsapatokban
Svéd bajnok (1):
- Kopparbergs/Göteborg (1): 2020

 Svéd kupagyőztes (2):
- Kopparbergs/Göteborg (1): 2019
- BK Häcken (1): 2021

### A válogatottban
Svédország
- Világbajnoki bronzérmes (1): 2019
- U19-es Európa-bajnoki aranyérmes (1): 2015